# 千葉女子専門学校附属聖こども園
千葉女子専門学校附属聖こども園（ちばじょしせんもんがっこうふぞくひじりこどもえん）は、千葉県千葉市美浜区にある私立幼稚園。運営は学校法人増田学園。
登園範囲は、千葉市中央区・稲毛区・花見川区・美浜区と広い。

## 概要
1947年に千葉洋裁学院として設立された現在の千葉女子専門学校の附属幼稚園として1973年に開園。
昭和40年代中頃に稲毛の海を埋め立てて造成された海浜ニュータウンの一部である「高洲団地」の一角に位置し、高浜団地と隣接する。本園の両側には、道路を隔てて千葉市立高洲第二保育所、市立高洲第二小学校、市立高洲第一中学校があり、文教地区になっている。
本園がある美浜区には附属幼稚園が多く、植草学園大学附属美浜幼稚園、千葉敬愛短期大学附属幼稚園、芳野学園附属幼稚園、千葉経済大学なでしこ幼稚園（平成20年度に閉園）等、千葉県屈指の学園都市と呼ばれており、お受験の競争率も激しい。
また、系列校である千葉女子専門学校や千葉聖心高等学校との教育連携により多数の実習生が実習に訪れる。
2階建ての園舎は耐震補強工事が施工されているが、2011年3月11日に起きた東日本大震災による被害を受け、一部損壊した（改修済）。
給食は週3回幼稚園弁当が配給され、その他の日は弁当となる。書道・茶道など特色ある教育内容が組み込まれている。毎月全学年合同で行われる誕生会が開催される。
平成24年度より附属聖保育園が設立され生後57日の乳児から受け入れ可能になる。また、現行の幼稚園給食から完全自園給食に変更される。

## 沿革

### 経緯
千葉女子専門学校附属聖幼稚園は、乳幼児教育の草分けの増田うめが創設した千葉女子専門学校の附属幼稚園である。平成25年度で創立40周年を迎える。

### 年表
- 1957年1月 - 学校法人増田学園認可。
- 1973年4月 - 千葉女子学園附属幼稚園設置認可。
- 1976年4月 - 千葉女子専門学校附属幼稚園と改称。
- 2008年8月 - 千葉女子専門学校附属聖幼稚園と名称変更。送迎バス運行開始。
- 2009年11月 - 千葉市幼稚園研究会研究発表公開実施。
- 2010年7月 - 園庭芝生化実施。
- 2012年4月 - 附属聖保育園設置。完全自園給食開始。
- 2015年04月 - 聖幼稚園と聖保育園を統合して幼保連携型こども園に移行し千葉女子専門学校附属聖こども園と改称。

## 教育目標
- 「かしこく　たくましく　心豊かな子」

1. 集中力、思考力、想像力を養う室内環境構成と教具の開発
2. 人の話を聞くことを基本に据えて、数、形、言葉、科学、英語遊び等を取り入れ、学ぶ楽しさと学びの構えを育み小学校教育に接続
3. 体力作りを目指す園庭遊びの工夫
4. 豊かな感性を育む自然環境の充実で人間形成の基礎を築く

## 園の行事
※全ての月にお誕生会がある。
| - 4月 始業式、入園式、仲良しパーティー - 5月 全園児親子バス遠足、移動動物園、お茶会 - 6月 公開保育（日曜参観） | - 7月 カレーパーティー、七夕祭り、プール開き、盆踊り大会 - 8月 お泊り保育、夏季保育 - 9月 公開保育 | - 10月 運動会、ちびっこ天国、バザー、芋ほり遠足、琴演奏会、公開保育、説明会 - 11月 親子観劇会、お茶会 - 12月 発表会 | - 1月 もちつき大会、1日体験入園 - 2月 鬼退治合戦、公開保育、作品展 - 3月 お別れ会、卒園式、修了式 |

## 預かり保育
- 月～金　14:30～16:30

財団法人日本サッカー協会公認キッズインストラクター指導によるサッカークラブ設置。
※火曜日（主に年中）、木曜日（主に年長）。
「カンガルー教室」と称した幼児教室を設置し、2歳児を対象に地域の子育て支援を行っている。

## 所在地
- 〒261-0004　千葉県千葉市美浜区高洲2丁目3番24号

## 交通
- JR東日本京葉線「稲毛海岸駅」より徒歩15分
- JR東日本総武快速線・総武緩行線「稲毛駅」西口より千葉海浜交通高洲線バス2番「高浜車庫」・「稲毛海浜公園プール」行き乗車「高洲第二」下車停歩5分
- 京成電鉄京成千葉線「京成稲毛駅」より徒歩5分　千葉海浜交通高洲線バス「京成稲毛駅入口」乗車「高浜車庫」・「稲毛海浜公園プール」行き乗車「高洲第二」下車停歩5分